# Poecilochroa rollini
Poecilochroa rollini är en spindelart som beskrevs av Lucien Berland 1933. Poecilochroa rollini ingår i släktet Poecilochroa och familjen plattbuksspindlar. Inga underarter finns listade i Catalogue of Life.